# کالکی سوبرامانیام
کالکی سوبرامانیام (به انگلیسی: Kalki Subramaniam) بازیگر، هنرمند، نویسنده هندی است.
او یک زن ترنس است.